# Гамла (заповедник)
Гамла (ивр. גמלא‎) — природный заповедник, расположенный в центральной части Голанских высот, примерно в 20 километрах к югу от города Кацрин. Территория была объявлена заповедником 9 января 2003 года, площадь заповедника — 8380 дунамов (8,3 км²).
Заповедник Гамла включает в себя долины двух ручьёв: ручья Далиот и ручья Гамла, и тянется вдоль ручья Гамла вплоть до водопада Гамла, который является самым высоким в Израиле (51 м). На территории заповедника находятся развалины древнего города Гамла, дольмены бронзового века, станция наблюдения за орлами.
В 2010 году заповедник пострадал от крупного лесного пожара, возникшего из-за выпущенного во время военных учений снаряда.

## Древний город

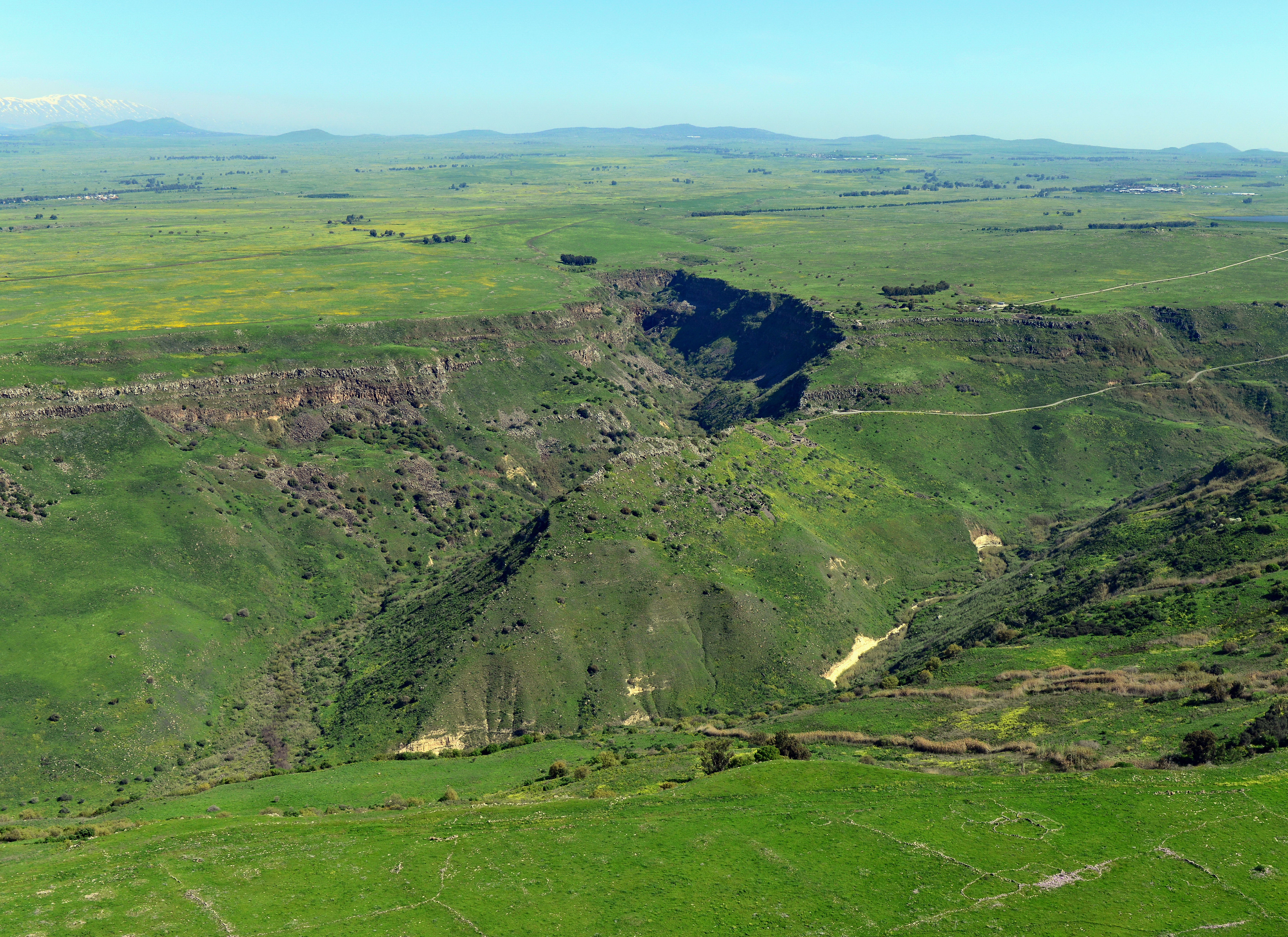
Вид сверху

Город Гамла был основан в 81 году до н. э. в период правления Александра Янная, который присоединил Голаны к Хасмонейскому царству.
Название города происходит от слова «гамаль» (ивр. גמל‎ — верблюд), поскольку холм, на котором находился город, напоминает горб верблюда. В качестве столицы Голан город просуществовал около 150 лет. В период антиримского восстания стал одним из опорных пунктов восставших. Взятие Гамлы в 67 году н. э. римлянами описано очевидцем событий Иосифом Флавием в труде «Иудейская война», 4 книга, 1 часть.
Точное местонахождение Гамлы оставалось неизвестным до 1968 года. В 1970—1980-е годы здесь проводились интенсивные археологические раскопки.. Из-за сложностей рельефа все работы проводились вручную, без какой-либо механизации. Во второй период, помимо собственно археологических изысканий, были также проведены работы по созданию туристического объекта: строительство дороги, оформление, реконструкция и т. д..

## Станция наблюдения

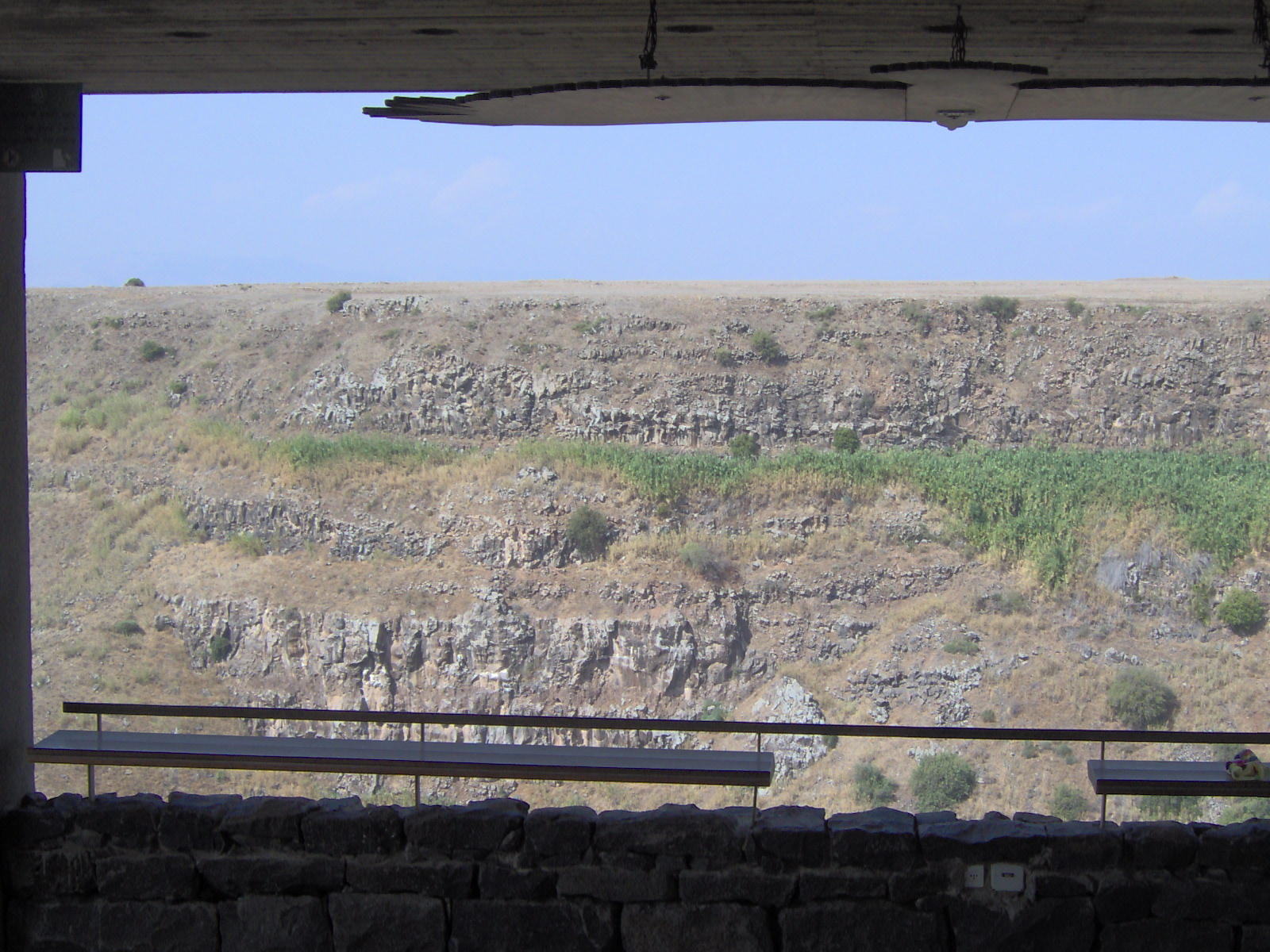
Смотровая площадка наблюдения за белоголовыми сипами

В заповеднике Гамла проживала крупная (крупнейшая в Израиле) популяция белоголовых сипов. В заповеднике была установлена специальная система наблюдения, которая позволяет работникам заповедника осуществлять мониторинг в режиме реального времени, а также просматривать видео, записанное в течение года. В 2004 году много сипов погибло, отравившись сельскохозяйственным ядом. Сотрудникам заповедника и добровольцам пришлось спасать невысиженные яйца и выращивать молодых птиц.
Гнезда сипов находятся прямо под смотровой площадкой заповедника.
В настоящее время в колонии осталось лишь небольшое число особей.

## Дольмены
В заповеднике также находятся около 700 неолитических дольменов.

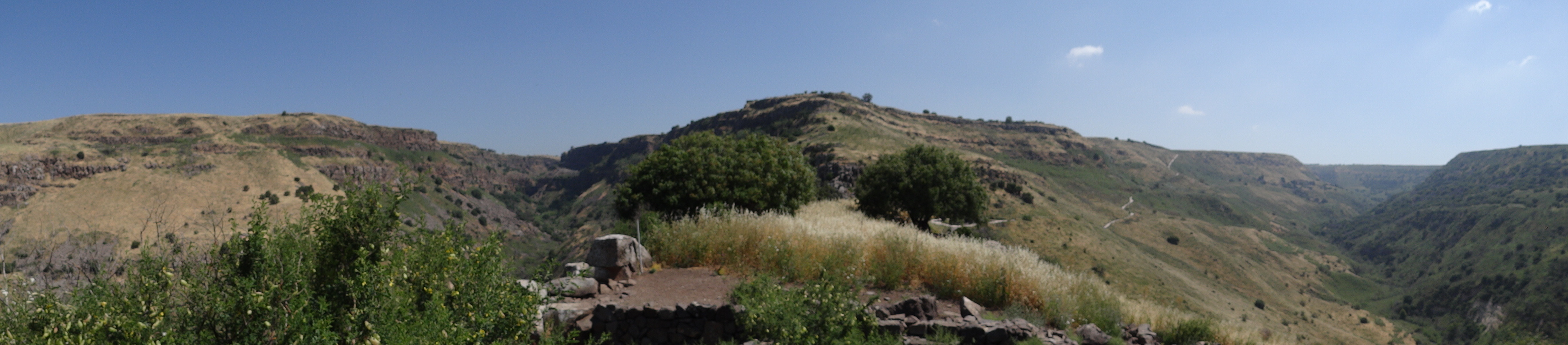
Панорама ущелья